# Taylor Raddysh
Taylor Raddysh, född 18 februari 1998, är en kanadensisk professionell ishockeyforward som spelar för Chicago Blackhawks i NHL.
Han har tidigare spelat på NHL-nivå för Tampa Bay Lightning och på lägre nivåer för Syracuse Crunch i AHL samt Erie Otters och Sault Ste. Marie Greyhounds i Ontario Hockey League (OHL).
Raddysh draftades av Tampa Bay Lightning i andra rundan i 2016 års draft som 58:e spelare totalt.

## Privatliv
Taylor Raddysh är yngre bror till Darren Raddysh, som tillhör Tampa Bay Lightning.

## Statistik
| 2013–2014  | Toronto Marlboros           | GTHL       | 31  | 25  | 27  | 52  | 28 | 14 | 3  | 4  | 7  | 10 |
| 2014–2015  | Erie Otters                 | OHL        | 58  | 21  | 6   | 27  | 13 | 20 | 3  | 3  | 6  | 8  |
| 2015–2016  | Erie Otters                 | OHL        | 67  | 24  | 49  | 73  | 18 | 12 | 4  | 6  | 10 | 2  |
| 2016–2017  | Erie Otters                 | OHL        | 58  | 42  | 67  | 109 | 37 | 22 | 12 | 19 | 31 | 18 |
| 2017–2018  | Erie Otters                 | OHL        | 30  | 15  | 29  | 44  | 16 | —  | —  | —  | —  | —  |
|            | Sault Ste. Marie Greyhounds | OHL        | 28  | 18  | 21  | 39  | 14 | 24 | 13 | 21 | 34 | 14 |
| 2018–2019  | Syracuse Crunch             | AHL        | 70  | 18  | 28  | 46  | 34 | 4  | 0  | 0  | 0  | 2  |
| 2019–2020  | Syracuse Crunch             | AHL        | 62  | 19  | 16  | 35  | 20 | —  | —  | —  | —  | —  |
| 2020–2021  | Syracuse Crunch             | AHL        | 27  | 12  | 17  | 29  | 10 | —  | —  | —  | —  | —  |
| 2021–2022  | Tampa Bay Lightning         | NHL        | 1   | 0   | 0   | 0   | 0  | —  | —  | —  | —  | —  |
| NHL totalt | NHL totalt                  | NHL totalt | 1   | 0   | 0   | 0   | 0  | —  | —  | —  | —  | —  |
| AHL totalt | AHL totalt                  | AHL totalt | 159 | 49  | 61  | 110 | 64 | 4  | 0  | 0  | 0  | 2  |
| OHL totalt | OHL totalt                  | OHL totalt | 241 | 120 | 172 | 292 | 98 | 78 | 32 | 49 | 81 | 42 |

### Internationellt
| Källa: Uppdaterad: 2021-10-13 | Källa: Uppdaterad: 2021-10-13 | Källa: Uppdaterad: 2021-10-13 |         | Utv = Utvisningsminuter | Utv = Utvisningsminuter | Utv = Utvisningsminuter | Utv = Utvisningsminuter | Utv = Utvisningsminuter |
| År                            | Lag                           | Mästerskap                    | Matcher | Mål                     | Assists                 | Poäng                   | Utv                     |                         |
| ----------------------------- | ----------------------------- | ----------------------------- | ------- | ----------------------- | ----------------------- | ----------------------- | ----------------------- | ----------------------- |
| 2017                          | Kanada                        | JVM                           | 7       | 5                       | 1                       | 6                       | 4                       |                         |
| 2018                          | Kanada                        | JVM                           | 7       | 2                       | 3                       | 5                       | 4                       |                         |
| Junior totalt                 | Junior totalt                 | Junior totalt                 | 14      | 7                       | 4                       | 11                      | 8                       |                         |